# Drosophila mucunae
Drosophila mucunae är en tvåvingeart som beskrevs av Toyohi Okada och Carson 1982. Drosophila mucunae ingår i släktet Drosophila och familjen daggflugor.
Artens utbredningsområde är Nya Guinea.